# Gianluca Brambilla
Gianluca Brambilla (Bellano, 22 agosto 1987) è un ciclista su strada italiano che corre per il Q36.5 Pro Cycling Team. Scalatore, professionista dal 2010, nel 2016 ha vinto una tappa al Giro d'Italia e una alla Vuelta a España.

## Carriera
Da dilettante, tra le file della Zalf-Désirée-Fior, vince il Gran Premio Palio del Recioto nel 2008 e il Giro della Regione Friuli Venezia Giulia nel 2009. Nel 2010 passa quindi professionista con la Colnago-CSF Inox di Bruno Reverberi: in quella stessa stagione, alla Coppa Papà Carlo di Arona, ottiene la prima vittoria da pro. L'anno dopo partecipa per la prima volta al Giro d'Italia vestendo per due tappe la maglia verde di leader della classifica GPM.
Nel 2012 si mette in evidenza alla Milano-Sanremo, quando attacca sulla salita del Poggio ed è l'ultimo a cedere al terzetto che poi si contenderà la corsa (vincerà Simon Gerrans). Partecipa poi nuovamente al Giro d'Italia, dimostrandosi un valido punto d'appoggio per Domenico Pozzovivo nelle tappe di montagna; riuscirà anche a terminare egli stesso la "Corsa rosa" al tredicesimo posto.
Dal 2013 è sotto contratto con la formazione World Tour belga Omega Pharma-Quickstep. Durante la 16ª tappa della Vuelta a España 2014 si prende a pugni con Ivan Rovny, suo compagno di fuga, e viene pertanto espulso immediatamente dalla corsa ed escluso dalla convocanzione per il Mondiale nel rispetto del codice etico della nazionale.
Nel gennaio 2016 coglie la seconda vittoria da professionista, al Trofeo Pollença-Andratx. Il 14 maggio seguente vince l'ottava tappa del Giro d'Italia, da Foligno ad Arezzo, al termine di una lunga fuga, aggiudicandosi anche la maglia rosa di leader della classifica generale. Il giorno seguente conserva il primato per un solo secondo sul compagno di squadra Bob Jungels, nonostante l'impegnativa tappa a cronometro di 40,5 km. Perde la maglia rosa il 17 maggio nella tappa Campi Bisenzio-Sestola proprio a favore di Jungels, capitano designato, aiutandolo sulle salite. Nel mese di agosto partecipa alla Vuelta a España con ambizioni di classifica, ma nella seconda settimana incappa in due giornate negative perdendo le posizioni di rilievo. Riesce però a vincere la 15ª tappa battendo il capoclassifica Nairo Quintana, suo compagno di fuga già dai primi chilometri di gara. Viene convocato da Davide Cassani per i campionati europei su strada di Plumelec ma è costretto a rinunciarvi a causa di un persistente dolore al soprassella.

## Palmarès
- 2007 (Dilettanti Under-23)

Memorial Gerry Gasparotto
4ª tappa Giro del Veneto e delle Dolomiti (Farra d'Alpago > Monte Grappa)
- 2008 (Dilettanti Under-23)

Gran Premio Palio del Recioto
Memorial Vittime del Vajont
- 2009 (Dilettanti Under-23)

Classifica generale Giro della Regione Friuli Venezia Giulia
Coppa Città di San Daniele
- 2010 (Colnago-CSF Inox, una vittoria)

Coppa Papà Carlo
- 2016 (Etixx-Quick Step, tre vittorie)

Trofeo Pollença-Andratx
8ª tappa Giro d'Italia (Foligno > Arezzo)
15ª tappa Vuelta a España (Sabiñánigo > Sallent de Gállego/Aramón Formigal)
- 2021 (Trek-Segafredo, due vittoria)

3ª tappa Tour du Haut-Var (Blausasc > Blausasc)
Classifica generale Tour du Haut-Var

### Altri successi
- 2007 (Dilettanti Under-23)

1ª tappa, 2ª semitappa, Giro del Veneto e delle Dolomiti (Rossano Veneto, cronosquadre)
- 2012 (Colnago-CSF Inox)

1ª tappa, 2ª semitappa, Il Padania (San Giovanni in Persiceto > Crevalcore, cronosquadre)

## Piazzamenti

### Grandi Giri
- Giro d'Italia

2011: 95º
2012: 13º
2013: 105º
2014: 29º
2016: 22º
2018: 18º
2019: 49º
2020: ritirato (15ª tappa)
2021: ritirato (19ª tappa)
- Tour de France

2017: 53º
- Vuelta a España

2014: squalificato (16ª tappa)
2015: 13º
2016: 23º
2018: 16º
2019: 42º
2021: 22º

### Classiche monumento
- Milano-Sanremo

2011: ritirato
2012: 44º
2016: 80º
2019: 34º
2020: 46º
2022: 31º
2023: 42º
- Liegi-Bastogne-Liegi

2013: ritirato
2015: ritirato
2017: 34º
2022: 63º
- Giro di Lombardia

2010: ritirato
2011: ritirato
2012: ritirato
2013: ritirato
2014: ritirato
2015: 10º
2016: 12º
2017: ritirato
2019: 27º
2020: 27º
2021: ritirato
2023: 81º

### Competizioni mondiali
- Campionati del mondo

Mendrisio 2009 - In linea Under-23: 31º
Innsbruck 2018 - In linea Elite: 75º
Imola 2020 - In linea Elite: ritirato